# Rusty Wallace
Russell William "Rusty" Wallace (14 de Agosto de 1956, Fenton, Missouri, Estados Unidos) é um ex-piloto americano que competiu na NASCAR Winston Cup.
Em 2005, Rusty correu sua 22° temporada pilotando o carro número 2 da equipe Penske, e este foi o seu último ano na Winston Cup, saindo com 55 vitórias até 2004.
Seus dois irmãos, Kenny e Mike, também são pilotos da NASCAR.

## Histórico

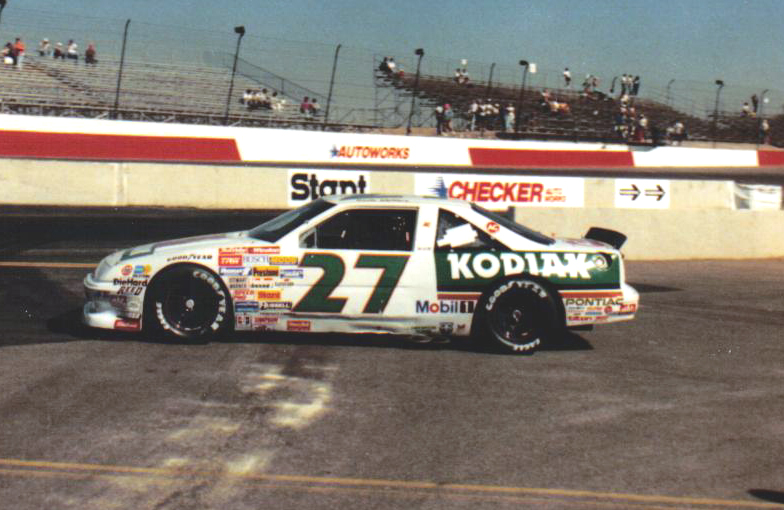
Carro de Rusty Wallace em 1989.

- 1973 - Novato do Ano no Central Auto Racing Association (CARA)
- 1979 - Vice-campeão e novato do ano no United States Auto Club (USAC)
- 1980 - Estreia na Winston Cup (NASCAR) em 2 provas
- 1983 - Campeão do American Speed Association (ASA) championship
- 1984 - Primeira temporada regular e novato do ano na Winston Cup
- 1986 - Primeira vitória na Winston Cup em Bristol
- 1988 - Vice-campeão da Winston Cup. Estreia no International Race of Champions (IROC)
- 1989 - Campeão da Winston Cup
- 1991 - Campeão do IROC
- 1993 - Vice-campeão da Winston Cup